# Talpiot
Talpiot (hebräisch תַּלְפִּיּוֹת Talpijjōt, deutsch ‚hohe Wehrtürme‘) ist ein Vorort im Südosten von Jerusalem; er war als exklusiver Nobelvorort bekannt, in dem über die Jahrzehnte hinweg immer wieder bedeutende Denker, Wissenschaftler, Politiker und Kulturschaffende des Staates Israel gelebt haben.

## Geschichte
Der Architekt und Stadtplaner Richard Kauffmann hatte 1921 Planungen für einen etwa 800 Häuser umfassenden Gartenvorort für Jerusalem vorgelegt, die im Auftrag der seit 1909 bestehenden Palestine Land Development Company gebaut wurden. Die Bebauung des Gebietes von Talpiot durch Juden begann im Jahr 1922. Der Ort wurde nach einem biblischen Vers aus dem Hohelied Salomos 4,4 benannt: „Dein Hals ist wie ein hoher Wehrturm Davids.“
Zwischen dem jüdischen Talpiot und dem arabischen Baqʿa eröffnete Khalil as-Sakakini 1938 seine Khulliyyat al-Nahda-Schule, die Gideon Weigert als erster jüdischer Absolvent besuchte.
Infolge des Massakers an Juden im Jahr 1929 verließen viele Bewohner den ungeschützten Ort zeitweise. Die Bewohner kehrten zurück, als die britische Mandatsmacht den Stützpunkt Allenby Camp (hebräisch מחנה אלנבי; Machane Allenby) nördlich von Talpiot einrichtete, den die Briten bei ihrem Abzug aus Palästina im Mai 1948 räumten, worauf ihn Mitglieder der Hagana in der Operation Kishon besetzten.
Ende der 1930er Jahre existierte ein Internat der Kinder- und Jugend-Alijah mit deutschen Kindern in Nord Talpiot. Der Dokumentarfilm Es war ein anderes Leben. Mit der Jugend-Alijah nach Palästina (Deutschland 2009) befasst sich mit dem Thema.
Nach dem Krieg um Israels Unabhängigkeit im Jahr 1948/1949 grenzte Talpiot an das Niemandsland um den ehemaligen Sitz des britischen Hochkommissars, damals Hauptquartier der United Nations Truce Supervision Organization. Nach dem Sechstagekrieg 1967 entstand im Niemandsland Ost-Talpiot und westlich der Straße nach Bethlehem ein Industriegebiet.

## Grabfunde
1980 wurde das sogenannte Talpiot-Grab entdeckt, in dem unter anderem die Gebeine eines „Jesus, Sohn des Josef“ begraben worden sein sollen.
1990 wurde in Talpiot eine Grablege aus dem 1. Jahrhundert v. Chr. gefunden, die in der Forschung als mögliches Familiengrab der Kajaphas-Sippe diskutiert wird. Außerdem wurden weitere Grabstätten gefunden, die dazu beigetragen haben, antike Begräbnissitten des Judentums genauer zu analysieren.

## Ereignisse
Während einer Hochzeitsfeier mit etwa 600 Gästen brach am 24. Mai 2001 das dritte Stockwerk eines Gebäudes in Talpiot wegen eines Konstruktionsfehlers, Bestechung und Pfusch am Bau zusammen. In diesem Gebäude, einer ehemaligen Fabrikhalle, die zu einer riesigen Festhalle für Hochzeiten mit dem Namen „Versailles“ umgebaut worden war, war das nicht genehmigte „Pal-Kal“-System des Ingenieurs Eli Ron vorschriftswidrig zum Einsatz gekommen. Bei diesem bisher schwersten, nicht von Waffeneinwirkung verursachten Unglück in Israel wurden 23 Personen getötet und mehr als 300 teilweise schwer verletzt.